# Justin Robinson (atleta)
Justin Robinson (30 de marzo de 2002) es un deportista estadounidense que compite en atletismo, especialista en las carreras de velocidad. Ganó dos medallas de oro en el Campeonato Mundial de Atletismo de 2023, en las pruebas de 4 × 400 m y 4 × 400 m mixto.

## Palmarés internacional
| Campeonato Mundial | Campeonato Mundial | Campeonato Mundial | Campeonato Mundial |
| Año                | Lugar              | Medalla            | Prueba             |
| ------------------ | ------------------ | ------------------ | ------------------ |
| 2023               | Budapest (Hungría) | Medalla de oro     | 4 × 400 m          |
| 2023               | Budapest (Hungría) | Medalla de oro     | 4 × 400 m mixto    |